# Елмсфорд (Њујорк)
Елмсфорд (енгл. Elmsford) град је у америчкој савезној држави Њујорк.

## Демографија
По попису из 2010. године број становника је 4.664, што је 12 (-0,3%) становника мање него 2000. године.
| Група             | 2000.         | 2010.         |
| Белци             | 2.068 (44,2%) | 1.370 (29,4%) |
| Афроамериканци    | 949 (20,3%)   | 955 (20,5%)   |
| Азијати           | 424 (9,1%)    | 489 (10,5%)   |
| Хиспаноамериканци | 1.089 (23,3%) | 1.770 (38,0%) |
| Укупно            | 4.676         | 4.664         |